# Didier Kadio
Didier Boris Kadio (Man, 5 aprile 1990) è un calciatore ivoriano, difensore svincolato.

## Carriera

### Club
Con l'ASEC Mimosas ha giocato una partita nella CAF Champions League nel 2009 e nello stesso anno ha vinto il campionato della Costa d'Avorio; nella stagione 2012-2013 ha giocato 4 partite nei preliminari di Europa League. L'anno seguente, dopo aver vinto il campionato armeno, gioca 4 partite nei preliminari di Champions League. Nell'estate del 2014 passa in prestito allo Zhetysu, squadra della massima serie del Kazakistan; lascia la squadra tornando in Armenia dopo aver giocato 23 partite senza mai segnare nella massima serie kazaka. Viene subito ceduto al FF Jaro, in Finlandia; qui, mette a segno 2 gol nelle prime 2 partite giocate nella massima serie locale. In seguito gioca anche nella prima divisione indiana (ai Kerala Blasters), in quella kazaka (allo Shahter Qaraǵandy) e poi nuovamente in quella armena, al P'yownik (con cui gioca inoltre anche 5 partite nei turni preliminari di Europa League). Dopo un'ulteriore parentesi nella prima divisione finlandese allo SJK (26 presenze), passa all'Al-Hilal Omdurman, club della prima divisione sudanese, con cui gioca anche una partita in CAF Champions League.

### Nazionale
Con la nazionale ivoriana Under-23 ha partecipato al campionato africano di calcio Under-23 2011, nel quale la sua nazionale è stata eliminata al termine della fase a gironi; complessivamente ha giocato 4 partite con l'Under-23.

## Palmarès

### Club

#### Competizioni nazionali
- Campionato ivoriano: 1

ASEC Mimosas: 2009
- Coppa d'Armenia: 1

Širak: 2011-2012
- Campionato armeno: 1

Širak: 2012-2013
- Supercoppa d'Armenia: 1

Širak: 2013